# Phrudus montanus
Phrudus montanus är en stekelart som beskrevs av Chiu 1987. Phrudus montanus ingår i släktet Phrudus och familjen brokparasitsteklar. Inga underarter finns listade i Catalogue of Life.